# Proteuxoa heterogamma
Proteuxoa heterogamma là một loài bướm đêm trong họ Noctuidae.